# Camarine rouge
Empetrum rubrum
Espèce
Classification phylogénétique
La camarine rouge (Empetrum rubrum) est une espèce de plante à fleurs de la famille des Empétracées dans la classification classique, ou, suivant la classification phylogénétique, des Ericacées.
C'est un sous-arbrisseau persistant.